# Karl Gustaf Staaf
Karl Gustaf Vilhelm Staaf (* 6. April 1881 in Stockholm; † 15. Februar 1953 in Motala) war ein schwedischer Leichtathlet und Tauzieher.
Staaf nahm bei den Olympischen Spielen 1900 in Paris in mehreren Leichtathletik-Wettbewerben teil. So wurde er Fünfter im Hammerwurf und Siebter im Stabhochsprung. Außerdem nahm er noch am olympischen Dreisprung teil, konnte sich aber nicht platzieren. Für eine gemischte Mannschaft aus dänischen und schwedischen Sportlern nahm er am Wettkampf im Tauziehen teil und konnte sich gegen die französische Mannschaft durchsetzen und somit Gold gewinnen.